# Gertrud Wolle
Gertrud Wolle, född 11 mars 1891 i Urbès, död 6 juli 1952 i München, Västtyskland, var en tysk skådespelare. Wolle medverkade i över 90 tyska långfilmer under åren 1919 till 1952.

## Filmografi, urval
- 1921 – Roswolskys älskarinna
- 1930 – Kärlek och bensin
- 1930 – Kärlekstjuven
- 1931 – Ett litet snedsprång
- 1931 – Stenografi och kärlek
- 1932 – Bröllopsnatten
- 1932 – Jag vill gifta mig
- 1932 – Vad ska jag säga min man?
- 1932 – Storstadsnätter
- 1932 – 13 vid bordet
- 1933 – Viktor och Viktoria
- 1935 – Svarta rosor
- 1936 – Irene min dotter
- 1937 – Även i tider som dessa
- 1938 – En stormig bröllopsresa
- 1950 – Tvillingarnas hemlighet
- 1952 – Farlig zon